# Pablo Gabriel Torres
Pablo Gabriel Torres (ur. 10 marca 1984 w Avellanedzie) – argentyński piłkarz z obywatelstwem meksykańskim występujący na pozycji napastnika, obecnie zawodnik meksykańskiego Cruz Azul.

## Kariera klubowa
Torres pochodzi z miasta Avellaneda i jest wychowankiem akademii juniorskiej tamtejszego zespołu CA Independiente, w której rozpoczął treningi jako trzynastolatek. Razem z kategorią wiekową ze swojego rocznika czterokrotnie zdobywał juniorskie mistrzostwo Argentyny i kilkakrotnie był zapraszany na konsultacje reprezentacji młodzieżowej przez trenera Miguela Tojo. Do seniorskiej drużyny Independiente został włączony w wieku dziewiętnastu lat przez szkoleniowca Osvaldo Sosę i w argentyńskiej Primera División zadebiutował 13 grudnia 2003 w wygranym 1:0 spotkaniu z Nueva Chicago. Ogółem barwy Independiente reprezentował przez trzy lata, nie odnosząc jednak większych sukcesów i pełnił rolę głębokiego rezerwowego, sporadycznie pojawiając się na ligowych boiskach. W lipcu 2006 wyjechał do Meksyku, gdzie podpisał umowę z klubem Cruz Azul ze stołecznego miasta Meksyk – tam występował przez dwa i pół roku, jednak grał wyłącznie w drugoligowych rezerwach o nazwie Cruz Azul Hidalgo, będąc ich czołowym zawodnikiem. W barwach seniorskiej drużyny Cruz Azul zanotował dwa spotkania – w 2008 roku w rozgrywkach InterLigi.
Wiosną 2009 Torres został piłkarzem stołecznego urugwajskiego zespołu Racing Club de Montevideo, w którego barwach 17 maja 2009 w zremisowanej 1:1 konfrontacji z Tacuarembó strzelił swojego premierowego gola w urugwajskiej Primera División. Ogółem w Racingu występował przez pół roku z udanym skutkiem – miał niepodważalne miejsce w wyjściowym składzie, jego drużyna po raz pierwszy w historii zakwalifikowała się do Copa Libertadores, a on sam został wybrany najlepszym zawodnikiem turnieju kwalifikacyjnego do tych rozgrywek. Bezpośrednio po tym sukcesie odszedł z drużyny, przez rok pozostając bez klubu, po czym powrócił do Meksyku, przenosząc się do tamtejszego drugoligowca Atlante UTN z siedzibą w mieście Nezahualcóyotl. W ekipie tej, będącej rezerwami klubu Atlante FC, spędził sześć miesięcy, po czym został graczem innej ekipy z drugiej ligi meksykańskiej – Mérida FC. Po upływie kolejnego półrocza zasilił drugoligowy zespół Dorados de Sinaloa z miasta Culiacán, którego barwy również reprezentował przez sześć miesięcy i bez większych sukcesów.
W styczniu 2012 Torres przeszedł do kolejnego meksykańskiego drugoligowca – Tiburones Rojos de Veracruz, w którym spędził kolejne półtora roku, bezskutecznie walcząc o promocję do najwyższej klasy rozgrywkowej, jednak mimo to pozostawał najlepszym strzelcem drużyny i jednym z najskuteczniejszych graczy w lidze. W późniejszym czasie powrócił do drugoligowego Cruz Azul Hidalgo, gdzie występował przez następny rok, ani razu nie wpisując się jednak na listę strzelców, a w połowie 2014 roku otrzymał meksykańskie obywatelstwo w wyniku wieloletniego zamieszkiwania w tym kraju. Bezpośrednio po tym trener Luis Fernando Tena zdecydował się włączyć go do pierwszej drużyny Cruz Azul.
| Sezon     | Klub                        | Kraj      | Rozgrywki        | Mecze | Bramki |
| --------- | --------------------------- | --------- | ---------------- | ----- | ------ |
| 2003/2004 | CA Independiente            | Argentyna | Primera División | 1     | 0      |
| 2004/2005 | CA Independiente            | Argentyna | Primera División | 4     | 0      |
| 2005/2006 | CA Independiente            | Argentyna | Primera División | 0     | 0      |
| 2006/2007 | Cruz Azul Hidalgo           | Meksyk    | Ascenso MX       | 34    | 15     |
| 2007/2008 | Cruz Azul Hidalgo           | Meksyk    | Ascenso MX       | 25    | 5      |
| 2008/2009 | Cruz Azul Hidalgo           | Meksyk    | Ascenso MX       | 14    | 4      |
| 2008/2009 | Racing Club de Montevideo   | Urugwaj   | Primera División | 14    | 5      |
| 2010/2011 | Atlante UTN                 | Meksyk    | Ascenso MX       | 9     | 4      |
| 2010/2011 | Mérida FC                   | Meksyk    | Ascenso MX       | 16    | 5      |
| 2011/2012 | Dorados de Sinaloa          | Meksyk    | Ascenso MX       | 14    | 9      |
| 2011/2012 | Tiburones Rojos de Veracruz | Meksyk    | Ascenso MX       | 13    | 4      |
| 2012/2013 | Tiburones Rojos de Veracruz | Meksyk    | Ascenso MX       | 24    | 13     |
| 2013/2014 | Cruz Azul Hidalgo           | Meksyk    | Ascenso MX       | 5     | 0      |
| 2014/2015 | Cruz Azul                   | Meksyk    | Liga MX          |       |        |